# Dmitry Zherebchenko
Dmitry Anatolyevich Zherebchenko (em russo: Дмитрий Анатольевич Жеребченко; Kurchatov, 27 de junho de 1989) é um esgrimista russo de florete.
Zherebchenko estreou na categoria sênior em 2006, conquistando medalhas de ouro, prata e bronze pela equipe da Rússia em Copa do Mundo. Ele conquistou seis medalhas em Copa do Mundo (três ouro, duas prata e um bronze), duas medalhas de bronze em Grand Prix. Além de duas medalhas em campeonatos europeus (um ouro e uma prata) e duas medalhas em mundiais (um ouro e um bronze).
Graduado em Direito pela Universidade Estadual do Sudoeste de Kursk, Zherebchenko detém o título de Mestre do Esporte de Classe Internacional da Federação Russa.

## Carreira
Zherebchenko nasceu na cidade de Kurchatov, Oblast de Kursk. Interessado pelo esporte através de livros e filmes, ele começou a praticar esgrima na sua cidade natal em 1997. Graduado em Direito pela Universidade Estadual do Sudoeste de Kursk, Zherebchenko detém o título de Mestre do Esporte de Classe Internacional da Federação Russa. Em 2006, Zherebchenko conquistou a medalha de ouro no evento individual do Campeonato Mundial de Esgrima Júnior, em Taebaek. No mesmo ano, conquistou uma medalha de prata na etapa de Bratislava da Copa do Mundo de Esgrima. Na Universíada de Verão de 2009, ele conquistou uma medalha de ouro no evento por equipes junto com Igor Gridnev, Artur Akhmatkhuzin e Dmitri Rigin.
Em 2015, nos Jogos Europeus em Baku, Zherebchenko conquistou uma medalha de bronze no evento por equipes. No ano seguinte, ele integrou a vaga de suplente da equipe da Rússia campeã olímpica nos Jogos do Rio de Janeiro, não atuando em nenhuma partida e, como consequência, não recebeu a medalha. Em campeonatos europeus, Zherebchenko conquistou sua primeira medalha na edição de 2017, em Tbilisi, quando ganhou uma medalha de prata com a equipe russa. No ano seguinte, em Novi Sad, conquistou a medalhe de ouro por equipes.
No campeonato mundial de 2017, Zherebchenko conquistou a medalha de ouro no evento florete individual; na ocasião, ele derrotou o japonês Toshiya Saito. No final da temporada de 2016/2017, terminou na sétima colocação do ranking mundial, a melhor posição em sua carreira. Na edição seguinte, ganhou a medalha de bronze no evento por equipes.